# Stupeflip
Ne doit pas être confondu avec Stupeflip (album).
Stupeflip est un groupe de musique français. Il est formé en 2000 par Julien Barthélémy (fils du peintre Gérard Barthélémy et d'une mère psychanalyste), Stéphane Bellenger et Jean-Paul Michel. Le style musical du groupe explore des genres comme le hip-hop, le punk, la musique électronique et la pop. Ils publient deux albums au début des années 2000 (Stupeflip en 2003 et Stup Religion en 2005) chez Bertelsmann Music Group avant de devenir indépendants en 2010.
Après The Hypnoflip Invasion en 2011, le groupe lance un financement participatif en 2016 pour produire leur quatrième album, Stup Virus. 428 000 € sont collectés sur un objectif de 40 000 €, ce qui en fait la levée de fonds la plus importante en Europe pour un groupe de musique.
Chaque musicien du groupe a plusieurs pseudonymes et interprète plusieurs personnages faisant partie du « C.R.O.U. », entité mystérieuse aux objectifs incertains dont la mythologie et l'univers singuliers sont développés au fil des albums, notamment dans des pistes servant de liens entre les morceaux principaux.

## Biographie

### Débuts
En 2000, Stéphane Bodin, du groupe Bosco, fait tourner dans Paris la maquette de son voisin de palier Julien Barthélémy,. Le 6 novembre 2001, Stupeflip entre en studio pour transformer l’objet en CD promotionnel. Celui-ci est composé notamment du titre Stupeflip et de Comme les zot' ; Barthélémy signe les textes et musiques ainsi que la pochette sous le pseudonyme de « King Ju ». Michel Plassier est le manager du groupe. Ils donnent leur premier concert le 25 novembre 2001 aux Effervessonnes.
Ils signent une licence sur Vorston & Limantell, un label créé par BMG et, alors que le titre Je fume pu d’shit passe déjà sur les radios, ils sortent le 8 janvier 2003 leur premier album, Stupeflip. Dans la lignée du maxi, l'album est un mélange de riffs énervés à la Bérurier noir, de beats hip-hop, de punk californien, de ritournelles de variété (inspirées par la pop française des années 1980) et de bruits bizarres. Les paroles, souvent provocatrices, sont tantôt rappées, souvent braillées, parfois chantées. Stupeflip gagne en notoriété, cultivant l’auto-parodie dans une importante campagne de promotion (MCM, Oui FM, Thierry Ardisson). Pendant ses concerts, le groupe a pour habitude d'insulter son public. Plus tard, King Ju expliquera que cette démarche avait pour but de se démarquer. Le concept de la tournée est le « grand rien ».
L'album Stup religion sort le 14 juin 2005, reprenant la formule du premier album en prolongeant leur univers : humour de mauvais goût, riffs provocateurs, et paroles parfois absurdes à première vue, mais qui peuvent également cacher un sens bien plus fort.

le harcèlement scolaire, notre rapport aux animaux, l'inaction de la population quand elle constate une injustice, une pensée conformiste, un capitalisme avilissant, entre autres thèmes. 
Le groupe a aussi créé des personnages avec des chemins de vie parsemés d'évènements dramatiques pour donner plus de profondeur, teintée de cynisme, sur les thèmes abordés.
L'album passe assez inaperçu tant au niveau du grand public que des milieux spécialisés et ce à cause d'une promo assez timide de la part de leur maison de disque. Il s'ensuit une série de concerts à travers toute la France, où l'univers créé sur les albums est transposé sur scène avec jeux de lumières, ambiances fantomatiques et costumes, tournant autour du thème de la « religion du stup ».

### Après BMG
En 2006, BMG décide de rompre le contrat à la suite des ventes assez faibles de Stup religion. Le manager de Stupeflip se lance alors dans un long procès pour non-respect de contrat, finalement gagné par la maison de disques, aboutissant au retrait des albums encore en rayons dans les magasins.
Des featurings apparaissent sur internet (Simone elle est Bonne, Ed wood is dead). En 2007, une association voit le jour avec le couturier et créateur Jean-Charles de Castelbajac pour l'exposition Gallierock, King Ju ayant créé tout l'aspect musical et sonore de l'exposition ainsi que le thème musical principal. King Ju enregistre le titre Torture avec Lofofora sur l'album Mémoire de singes dont il réalise également la pochette.
Au RMI pendant 4 ans, King Ju est contraint d'être professeur de dessin en banlieue parisienne. De son côté, Cadillac (Stéphane Bellenger) incarne le personnage de Bruno Candida, avec lequel il détourne des discours d'hommes politiques dans des vidéos.

### Autoproduction

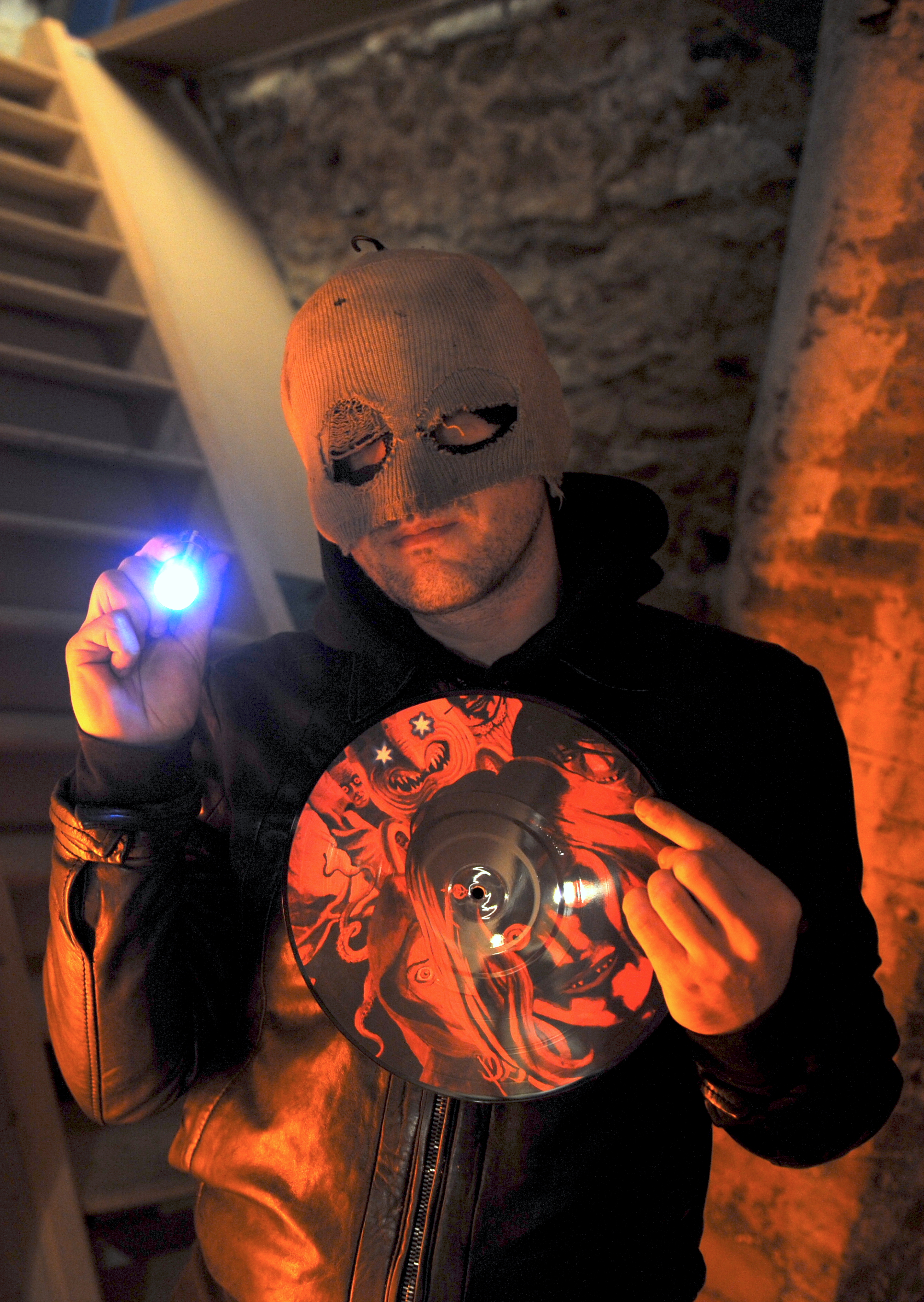
King Ju (Stupeflip), le 21 février 2011 à Paris.

Un DVD est publié le 14 mai 2010 (contenant notamment un film de 50 minutes et 40 minutes de live du groupe) dans le but de financer un troisième album. The Hypnoflip Invasion sort le 28 février 2011 sous un nouveau label, Etic System. La tournée qui suit passe par l'Olympia. Le 17 septembre 2012 sort Terrora !!, ce nouvel EP contient six titres et un DVD live issu de la tournée Hypnoflip Invasion. Il est suivi d'une nouvelle série de concerts. Les musiciens du groupe Karl BANG! ainsi que le DJ Docteur Vince (présent sur les trois derniers albums) participent à ces deux tournées. En 2013, King Ju (Julien Barthélémy) compose la musique du film Parenthèse de Bernard Tanguy, qui sortira en 2016. Cette bande originale est offerte dans la version DVD du film sortie en 2017.

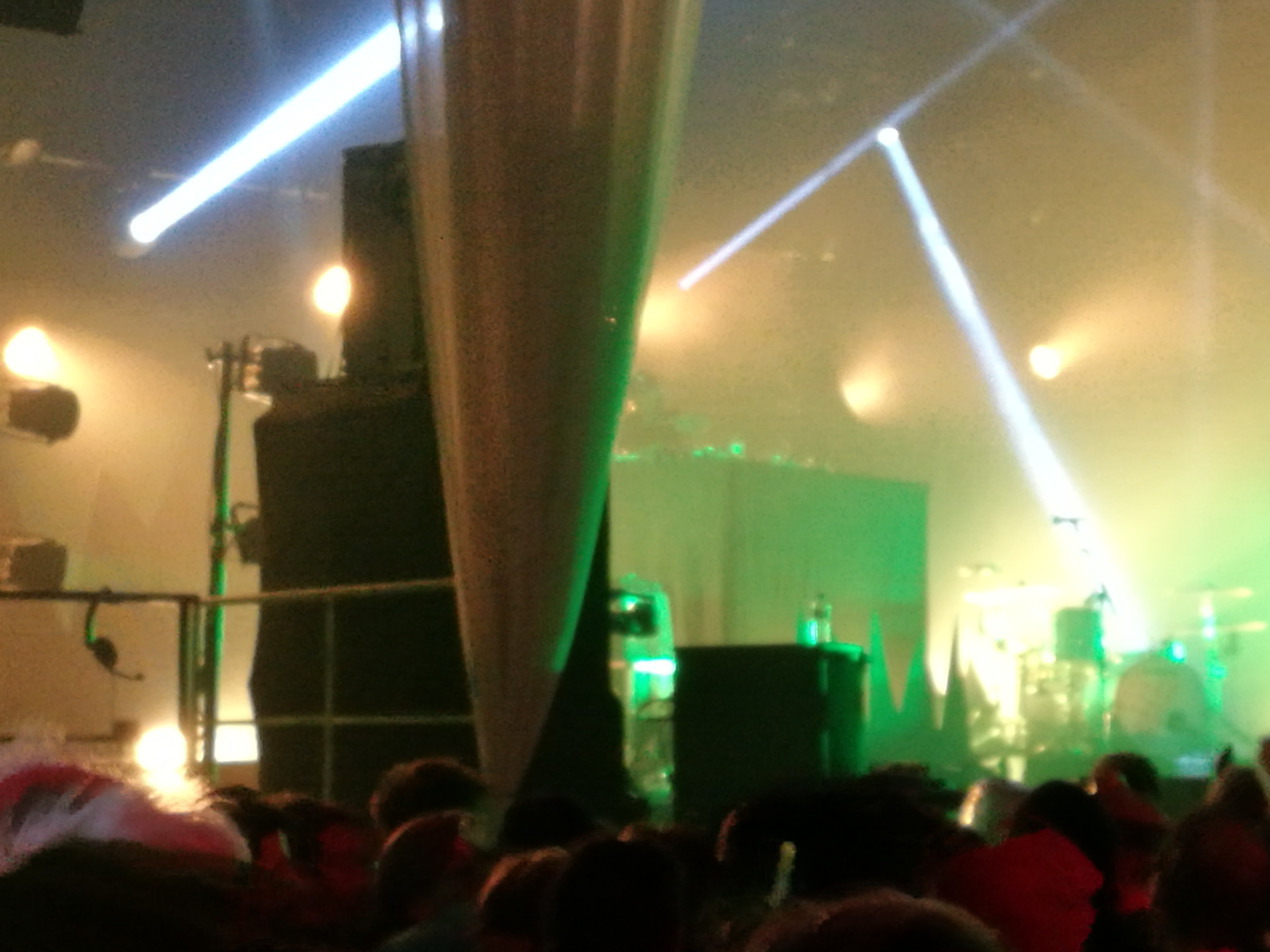
La Flip Party de 2017 à Aubervilliers.

En octobre de la même année, le groupe recourt au financement participatif pour financer son nouvel album, Stup Virus, dont la date est prévue au 3 mars 2017. Un objectif de 40 000 € est fixé sur Ulule. La campagne se clôt avec 427 972 € récoltés, dont 145 000 € en seulement 48 heures, soit le record européen de levée de fonds sur Internet pour un groupe de musique,,,. Le groupe organise un spectacle pour remercier les contributeurs du financement participatif, la Flip Party. La fête est organisée dans un lieu secret jusqu'au dernier moment le samedi 16 septembre 2017 et aurait duré plus de 8 heures dans un entrepôt aux magasins généraux à Aubervilliers.
Cadillac entame une carrière solo en 2018 et sort un premier album, Originul, le 16 novembre 2018, sous le même label Etic System. Quant à Jean-Paul Michel, celui-ci reprend le pseudonyme de « M.C. Salò » pour une carrière solo avec l'album Sybilline sorti en 2019 ainsi que d'autres groupes plus confidentiels comme Tatapoom ou Le Nom du Groupe.

### Depuis 2022: Dragon Accel
En 2022, King Ju entame une nouvelle collaboration avec Bernard Tanguy (maintenant connu sous le nom d'artiste BT93), pour qui il produit et arrange certains titres sur l'album BT2033. Cet album sort sur le label de BT93, Dragon Accel.
En 2022, le groupe annonce la sortie d'un nouvel album, Stup Forever, qui est cette fois-ci mixé par King Ju lui-même, contrairement à l'album précédent pour lequel il avait fait appel aux Studios Ferber de Renaud Letang. L'album sort le 16 septembre 2022, de nouveau sur le label Dragon Accel de Bernard Tanguy, qui apparaît dans un interlude de l'album, suggérant à King Ju de faire renaître son alter ego Pop-Hip le temps du morceau "Pop-Hip le mort-vivant".
En 2023, pour fêter les dix ans du tournage du film Parenthèse, une réédition de sa bande originale sort en version remastérisée sur CD et vinyle, avec une nouvelle pochette et trois titres supplémentaires non retenus dans le montage d'origine.
En 2024 sort la première compilation du groupe, Sons2Ouf!! (Inédits et remixs 94-2024). Il s'agit d'un recueil de remixes et de  morceaux inédits plus ou moins récents, dont certains étaient déjà connus des fans car partagés par King Ju sur diverses plateformes en ligne comme SoundCloud pendant les années 2010. L'album célèbre en outre les 30 ans d'activité de Stupeflip.

## Univers
Pendant et entre les chansons, dans les nombreux interludes, le groupe développe son univers : l'écoute des albums contient également une histoire mythique, celle du « C.R.O.U. ». Telle que présentée, c'est une organisation mystérieuse « formée en 1972 », dont le but est défini en ces termes : « Terroriser la population et, par là même, instaurer une nouvelle ère : l’ère du Stup ». Stupeflip ne serait que la partie visible du C.R.O.U.[source secondaire souhaitée].

Le Stup semble se distinguer en trois ères, évoquées au fil des albums. 

« Après la sortie le 25 velter 1979 du grand tube maintenant reconnu dans toute la région Sud Je fume pu d'shit, Fabien Pollet, le porte parole du C.R.O.U., trouve la mort dans des circonstances mystérieuses. Stup, le patron de la menuiserie, fou de chagrin, commence à écouter de la musique très fort, et crée ainsi la Première Ère du Stup. À cette époque, Rascar-Capac, plus connu maintenant sous le pseudonyme de King Ju, ne sait pas encore qu'il engendrera, à force de travail et d'obstination, la Deuxième Ère du Stup. »

## Thèmes et costumes
Certains thèmes sont récurrents, tels 72.8 Radio Flip, le « mystère au chocolat », le « gang des motards », la « menuiserie », le « culte Stupeflip », ainsi que quelques évocations de Mylène Farmer, qui ne marquent pas une réelle admiration pour cette dernière, mais plutôt pour les claviers de Laurent Boutonnat. La période de l'enfance est abordée au travers des titres L'Enfant fou sur l'album Stup religion et Le Spleen des petits sur l'album The Hypnoflip Invasion. Sur scène, le groupe utilise des masques et King Ju porte également une cagoule. Il a souvent un nounours accroché au bras et il porte aussi tout le temps un tee-shirt portant l'inscription d'une écriture saccadée et sale « Bien pensant ».

### Sujets psychiques et sociaux
King Ju rapporte en interview avoir été décrit comme « autiste léger ». Il évoque de manière récurrente ses difficultés d'intégration sociale passées, que ce soit en milieu scolaire dans « L'Enfant Fou » ou « Le Spleen des petits » et plus récemment dans « Vengeance!!! » , ou en milieu professionnel dans « À bas la hiérarchie » ou « Annexion de la Région Sud ».
Dans le titre « La Menuiserie », le personnage du second couplet joue une négociation sur un séjour en hôpital psychiatrique, il évoque notamment son aversion pour l'administration contrainte de barbituriques. Dans le clip, on voit également King Ju mimer une séquence de déplacement proche de l'hypotonie ou de la catatonie.
Cadillac décrit la musique comme « un second souffle dans lequel il se défend de ses outrages ».
Les textes de Julien Barthélémy font également des références ponctuelles sinon récurrentes aux drogues. Le cannabis est très régulièrement évoqué, mais on entend aussi des références occasionnelles au PCP, à son refus des drogues plus dures ou aux traumas liés à la consommation d'alcool de son père.
Vivant de nombreuses années au RSA dans son logement du XIIIe arrondissement de Paris, il fait de rares évocations de la précarité. Dans la situation qu'il évoque au sein du morceau Visions, il mentionne devoir « accepter les boulots pourris, même avec des trajets de deux heures / genre Boissy-Saint-Léger ».
Sur le plan politique, King Ju ne se dit « pas du tout d’extrême gauche », mais cependant « à gauche par défaut », mais « pas politisé ».

## Style et influences
Stupeflip a des influences variées. Leur premier album est un mélange de riffs énervés à la Bérurier noir, de samples hip-hop, de punk, de ritournelles de variété (inspirées par la pop française des années 1980) et de bruits bizarres.
Les paroles sont rappées ou parfois chantées. L'une des originalités des flows de King Ju et Cadillac est leur tendance à crier leurs paroles. Ces paroles scandées et hurlées alternent avec des pistes sur lesquelles King Ju débite de façon monotone et douce son texte, ou des interludes narratifs[réf. nécessaire].
King Ju est fan de The Residents, groupe de musique expérimentale, mais également de Ol' Dirty Bastard du Wu-Tang Clan, du hip-hop horrorcore et de l'album Home Invasion du rappeur Ice-T.
Il est également un fan de groupes de rap français des années 1990 comme Suprême NTM et IAM ainsi que Booba, mais il apprécie aussi beaucoup la chanson Amoureux solitaires interprétée par Lio et produite par Jacno. Outre Jacno, King Ju dit également être un admirateur d'Alain Bashung ou encore de Boby Lapointe.
La diversité des références citées, incluant des éléments éloignés du hip-hop tels que le Requiem de Fauré, ont pour point commun les boucles, « les trucs linéaires, sans break », dixit King Ju. Outre les genres contemporains et les synthétiseurs, quelques samples de musique classique sont utilisés, tels que Ouverture 1812 de Piotr Ilitch Tchaïkovski ou par l'ouverture de Der Freischütz de Weber. Le travail de montage des boucles est fait par King Ju, sous le logiciel Logic Audio à partir de 2011.

## Discographie

### Bande originale
- 2016 : Parenthèse

## Participation
- 2023 : Paris sur l'album Cœur sacré - un hommage de Frédéric Lo à Daniel Darc

## Classements
| Année | Single            | Certifications | Classement    | Meilleure position |
| ----- | ----------------- | -------------- | ------------- | ------------------ |
| 2002  | Je fume pu d'shit |                | France (SNEP) | 95                 |
| 2011  | Stupeflip vite!!! | France : Or    | France (SNEP) | 135                |
| 2017  | The Antidote      | France : Or    |               |                    |

| Année | Album                  | Certifications | Classement    | Meilleure position | Semaines dans le classement |
| ----- | ---------------------- | -------------- | ------------- | ------------------ | --------------------------- |
| 2003  | Stupeflip              |                | France (SNEP) | 40                 | 9                           |
| 2005  | Stup religion          |                | France (SNEP) | 42                 | 4                           |
| 2011  | The Hypnoflip Invasion | France : Or    | France (SNEP) | 42                 | 10                          |
| 2012  | Terrora !!             |                | France (SNEP) | 42                 | 3                           |
| 2017  | Stup Virus             | France : Or    | France (SNEP) | 8                  | 6                           |
| 2022  | Stup Forever           |                | France (SNEP) | 5                  |                             |
| 2011  | Stupeflip (maxi)       |                | France (SNEP) |                    |                             |